# Истинность (квантовое число)
И́стинность (англ. truth, topness) — флейворное (ароматовое) квантовое число, свойственное t-кваркам. Обычно обозначается T. Термин используется редко, поскольку составных частиц, содержащих t-кварки, не обнаружено. В англоязычной терминологии чаще используется термин topness, чем truth, однако общепринятого русского эквивалента для topness нет. 
По соглашению, t-кварк имеет T = 1, а у t-антикварка T = −1. Истинность сложных частиц, содержащих t-кварки, равна разнице количества t-кварков и t-антикварков.
Истинность, как и все прочие флейворные квантовые числа, сохраняется в сильном и электромагнитном взаимодействиях, но не сохраняется при слабом взаимодействии.